# Офуро

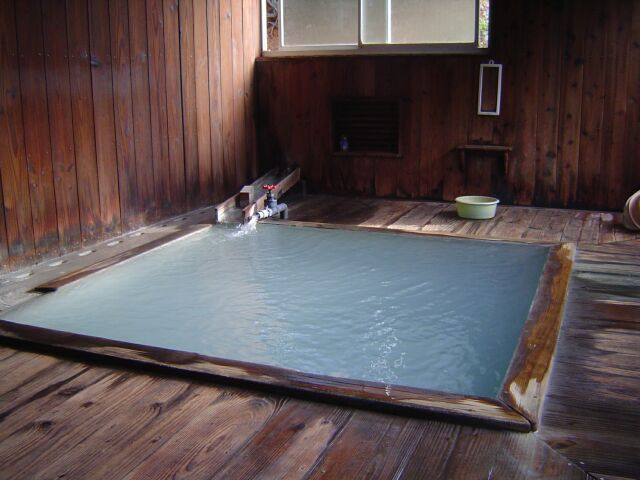
Японская ванна

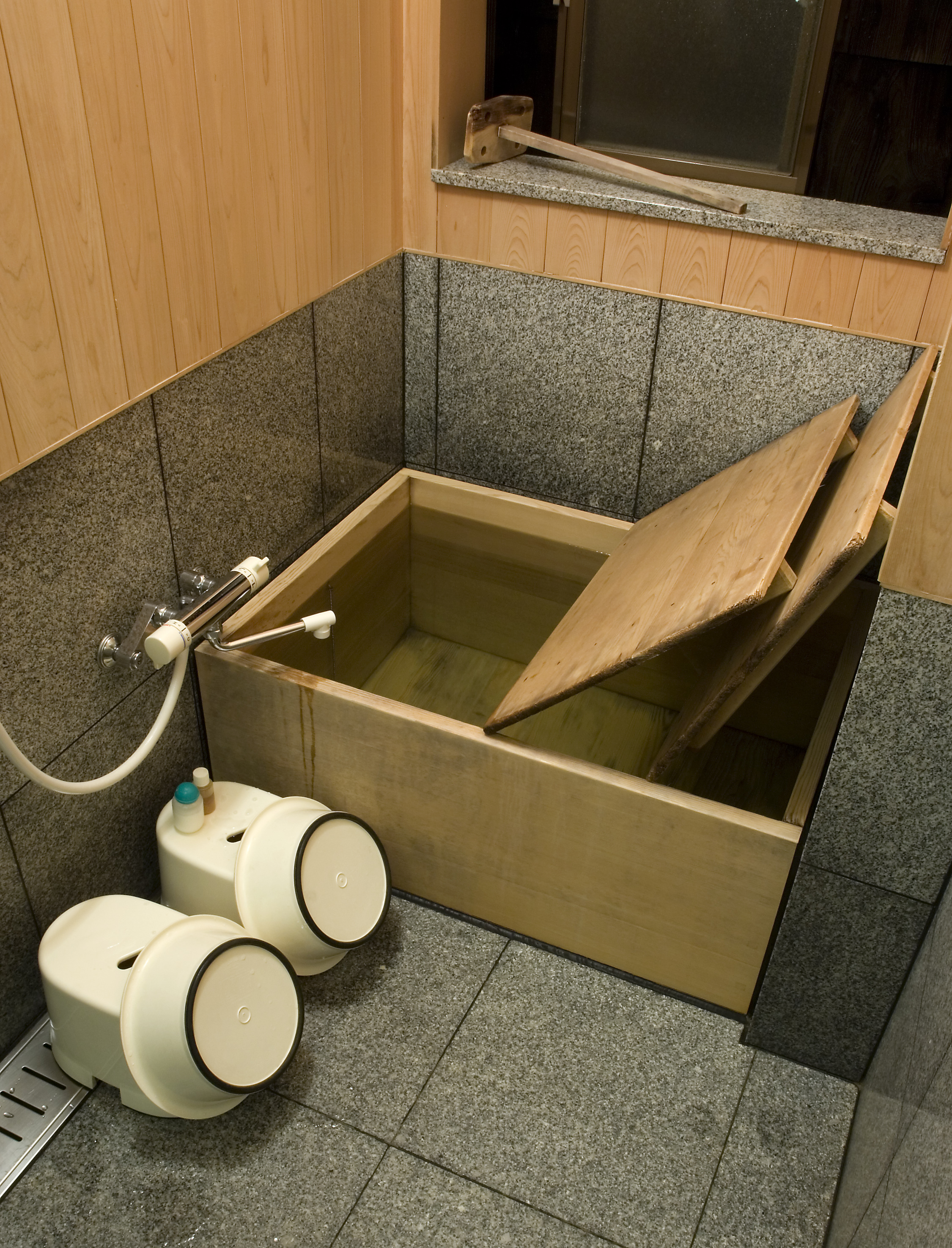
Офуро в рёкане

О-фуро (яп. お風呂, где «о» — префикс вежливости, фуро — ванна) — традиционная японская ванна. Традиционно изготавливалась из дерева, сейчас используются и другие материалы. Человек погружается в офуро по плечи. Для сохранения тепла часть офуро может закрываться специальной крышкой.
Прогресс внёс в конструкции офуро свои коррективы: офуро в XX веке стали делать с мощной термоизоляцией, вода в них постоянно циркулирует и подогревается. В онсэнах офуро могут наполнять горячей минеральной водой из термальных источников.
Традиционно японцы перед тем, как погрузиться в офуро, принимают душ. Поэтому в домашних условиях члены одной семьи могут принимать ванну-офуро по очереди, не меняя воду.